# Amerigol Latam Cup
Amerigol Latam Cup je turnaj v ledním hokeji, který se se koná od roku 2018 v Coral Springs na Floridě v USA. Navázal na tradici Panamerického turnaje v ledním hokeji, který se konal v letech 2014 až 2017 a účastní se ho převážně hokejové týmy amerických zemí. Díky partnerství s týmem NHL Florida Panthers se soutěž může konat v hale Panthers IceDen. Kromě turnaje mužů a žen jsou pořádány i turnaje v mládežnických kategoriích.

## Muži
| Rok  | Pořadatel     | Účast | 1. místo  | 2. místo  | 3. místo  | 4. místo  | 5. místo  | 6. místo  | 7. místo |
| ---- | ------------- | ----- | --------- | --------- | --------- | --------- | --------- | --------- | -------- |
| 2018 | Coral Springs | 5     | Kolumbie  | Mexiko B  | Argentina | Venezuela | Brazílie  | Ne        | Ne       |
| 2019 | Coral Springs | 7     | Jamajka   | Kolumbie  | Mexiko    | Venezuela | Argentina | Chile     | Brazílie |
| 2021 | Coral Springs | 6     | Kolumbie  | Portoriko | Libanon   | Mexiko    | Argentina | Venezuela | Ne       |
| 2022 | Coral Springs | 6     | Portoriko | Argentina | Mexiko    | Kolumbie  | Libanon   | Brazílie  | Ne       |
| 2023 | Coral Springs | 4     | Argentina | Řecko     | Mexiko    | Libanon   | Ne        | Ne        | Ne       |

### Divize II
| Rok  | Pořadatel     | Účast | 1. místo  | 2. místo       | 3. místo    | 4. místo        | 5. místo    | 6. místo       | 7. místo        | 8. místo           | 9. místo         |
| ---- | ------------- | ----- | --------- | -------------- | ----------- | --------------- | ----------- | -------------- | --------------- | ------------------ | ---------------- |
| 2019 | Coral Springs | 6     | Falklandy | Portoriko      | Mexiko      | Brazílie B      | Kolumbie B  | Argentina B    | Ne              | Ne                 | Ne               |
| 2021 | Coral Springs | 9     | Brazílie  | Libanon B      | Portoriko B | Venezuela B     | Kolumbie B  | Chile          | Střední Amerika | Mexiko Leones      | Mexiko Bojovníci |
| 2022 | Coral Springs | 12    | Egypt     | Hvězdy Izraele | Chile       | Střední Amerika | Portoriko B | Argentina B    | Libanon B       | Mexiko Lobos       | Venezuela        |
| 2023 | Coral Springs | 12    | Arménie   | Venezuela      | Brazílie    | Egypt           | Kolumbie    | Synové Izraele | Libanon B       | Mexiko Bojovníci B | Střední Amerika  |

## Ženy
| Rok  | Pořadatel     | Účast | 1. místo  | 2. místo | 3. místo  | 4. místo  | 5. místo  |
| ---- | ------------- | ----- | --------- | -------- | --------- | --------- | --------- |
| 2019 | Coral Springs | 4     | Argentina | Kolumbie | Mexiko    | Brazílie  | Ne        |
| 2021 | Coral Springs | 5     | Portoriko | Kolumbie | Libanon   | Mexiko    | Chile     |
| 2022 | Coral Springs | 5     | Mexiko    | Chile    | Kolumbie  | Portoriko | Argentina |
| 2023 | Coral Springs | 5     | Karibik   | Kolumbie | Argentina | Chile     | Mexiko    |